# Хрістос Мандас
Хрі́стос Манда́с (грец. Χρήστος Μανδάς, нар. 17 вересня 2001, Пірей, Греція) — грецький футболіст, воротар італійського клубу «Лаціо».

## Ігрова кар'єра

### Клубна
Хрістос Мандас є вихованцем столичного клубу «Атромітос», де він почав займатися футболом у молодіжній команді з 2013 року. 
У листопаді 2017 року воротар зіграв першу гру в основі у матчі на Кубок Греції. В чемпіонаті країни Мандас дебютував у травні 2018 року у матчі проти «Керкіри». На початку 2022 року Мандас як вільний агент перейшов до клубу ОФІ, з яким підписав контракт до 2026 року. В команді футболіст грав півтора року.
Перед сезоном 2023/24 Мандас перейшов до італійського «Лаціо». У січні 2024 року воротар зіграв першу гру в основі римського клубу у Кубку Італії. З березня 2024 року після травми основного воротаря «Лаціо» Івана Проведеля Мандас зайняв місце у воротах першої команди у матчах Серії А.

### Збірна
З 2021 року Хрістос Мандас виступав за молодіжну збірну Греції.